# Estación de Baños del Carmen
Baños del Carmen será una estación de la línea 3 del Metro de Málaga. Se sitúa junto a la playa y balneario de los Baños del Carmen, en el distrito Este de Málaga, España.
| << cabecera | < estación  | línea                                          | estación > | cabecera >>  |
| ----------- | ----------- | ---------------------------------------------- | ---------- | ------------ |
| El Palo     | Juan Valera | Línea 3 (Metro de Málaga) El Palo-La Malagueta | Sancha     | La Malagueta |